# 타이둥현
타이둥현(중국어: 臺東縣, 병음: Táidōng Xiàn, 한자음: 대동현)은 대만의 남동부에 위치하는 현이다.

## 역사
타이둥 지역이 역사 사료 안에서 최초로 확인되는 것은, 네덜란드 통치 시대인 1636년이다. 대항해시대로 불린 당시 포르투갈, 스페인, 네덜란드가 새로운 시장을 얻기 위해 대만에 내항했다. 네덜란드는 1624년, 대원(大員, 현재의 타이난시 안핑 구)에 질란디아성(Zeelandia)을 축성 해, 타이완 남부를 지배하기 시작했다.
1642년, 네덜란드는 몇 차례에 걸쳐 군을 파견했다. 그 후 네덜란드는 대만을 북부, 남부, 담수, 동부로 분할했고 그 아래에 지방 회의(Landdagh)를 설치했으며, 네덜란드의 통치를 받는 족장에 의한 지배 체제를 확립해, 1655년까지 동부 43사가 네덜란드의 지배하에 놓여졌다. 또 경제면에서는 박사 제도를 확립해, 한족 상인을 경유해 원주민의 사슴 가죽의 전매권을 확보하였다.
1661년에 정성공이 대만에서 네덜란드 세력을 축출하면서, 대만은 반청복명(反清復明)의 기지로서의 성격을 띠게 된다. 정씨왕국은 그 지배 범위를 남부 일대에 주안점을 두었고, 동부는 네덜란드의 통치 방식을 답습해, 각 사에 토관을 설치하고 자치를 인정해 간접 통치를 실시했다. 당시 비남멱(卑南覓)의 46사(社)가 지배하에 놓여졌다.
1683년, 청나라에 의해 대만의 정씨왕국 평정되면서 청은 시랑의를 파견하고, 대하도경리 및 그 아래에 1부 3현을 설치했지만, 타이완 동부에 대해서는 명확한 통치를 실시할 수 있을 만한 지식을 얻지 못했다. 당초에는 정씨정권의 통치 체제를 답습해 1696년에는 비남멱 등 65사가 입공했고, 대청자민(大清子民)으로서의 지위를 주고 비남왕에 책봉한 일로 타이완 동부의 명의적인 통치권을 유지하고 있었다. 청의 관리가 실제로 동부에 진출한 것은 1721년, 주한귀의 반란을 접하면서이다. 청은 그 잔당과 뒤쫓기 위해 타이완 동부로 정유호, 임천작 및 통역가인 장왕을 비남멱에 파견했고, 현지의 사의 협력을 얻어 주한귀의 잔당을 붙잡았다.
가경 연간이 되면서, 대만의 인구는 200만명을 넘었고 서부 평야는 개발이 다 되어, 이후 타이완 동부로의 진출이 불가결한 것이 되었다. 1804년에 병동 소유구의 진필처가 화소도(현재의 루다오섬)에 상륙해 공관을 건설한 것이 한족의 동부 개척의 시작이다. 1820년 무렵이 되면서, 소유구의 어민 30여명이 화소도에 상륙해 중료(中寮)라는 취락을 형성하는 등, 착실하게 이주가 진행되었다. 1860년경이 되면 수저료(水底寮, 현재의 핑둥 현 팡랴오 향)의 상인인 정상개가 대동평야로 이주 해 벼농사를 시작했고, 또 보상장이라는 거점을 구축해 현재의 타이둥 시의 발상이 되었다. 그 후에도 후자란(猴仔蘭), 지본(知本), 여가(呂家), 비남(卑南), 이롱(里壟, 현재의 관산 진), 성광오(成廣澳, 현재의 청궁 소항)으로의 이주가 진행되어, 1873년에는 타구(현재의 가오슝시)와의 사이에 우편선이 설치되었다.
1871년, 모란사 사건이 발생하였다. 이것은 태풍으로 대만 동부에 류큐 어선이 표착해, 66명이 항춘반도의 팔요만에 상륙했지만 모란사의 주민에 의해 살해된 사건으로, 당시 류큐의 종주권 문제로 청과 대립하고 있던 일본 정부가 타이완 지역으로 출병하는 계기가 되었다. 청측에서 사건의 처리를 담당한 복건 해방대신 심보정은 일본군 철병 후에 타이완 경영에 착수해, 북양대신 이홍장에게 대만 동부 지구가 자원이 풍부한 지역임을 보고함과 동시에, 그 방위의 중요성을 건의해 청의 적극적인 동부 개발이 진행되었다. 1875년에는 대남에 설치되어 있던 남로무민리번 동지이찰을 비남으로 옮겼고, 그 아래에 무간국, 비남청을 설치해 대만 동부의 직접 통치에 착수하였다. 또 1877년에는 루다오섬, 란위섬을 정식으로 청의 판도에 편입하고 1884년에는 타이완성을 신설하는 등 통치 체제가 착실하게 타이둥 지역으로 침투해 갔다.
1895년의 시모노세키 조약에 의해 대만이 일본에 할양 되면서 대만 원주민과 본성인(한인; 漢人)들은 항일 활동을 했지만, 1897년에는 일본군은 이것을 완전히 평정하고, 대만에 6현 3청을 설치했다. 타이둥 지역에는 다이토 청(台東庁)이 설치되었고 그 아래로 히난(卑南), 미즈오(水尾), 기라이(奇萊)의 3변무서가 설치되었다. 1909년에 다이토 청에서 화롄이 독립한 가렌코 청(花蓮港庁)이 설치되었고 다이토 청은 현재의 타이둥현을 관할하게 되어, 이 때의 행정구분이 현재에도 사용되고 있다.
일본 통치 시대에 타이둥 지역에서는 임업과 농업이 적극적으로 흥업했고, 1904년의 가타소, 1910년의 엔스이코 제당 주식회사, 1912년의 타이완 제당 주식회사, 1919년의 가렌 목재 주식회사 등의 기업이 진출해, 자작, 제당, 임업, 장뇌를 주로 하는 산업이 탄생하였다. 이들 산업 발전에 맞추어 1914년에는 대만은행 다이토 지행이 개설되어 금융 발전에서도 큰 진척을 보였다.
1945년, 일본의 패망에 따라 대만은 중화민국에 반환되었고 타이둥에는 타이둥현이 설치되어 현재에 이르고 있다.

## 지리
타이둥현은 대만의 동남쪽, 동쪽은 태평양, 서쪽을 평균 해발 2,500m의 중양산맥에 면하는 위치에 있다. 면적은 3,515.2526km2이며, 타이온 전체 면적의 9.78%를 차지하고 있다. 필리핀판과 유라시아판의 조산작용에 의해 형성된 지형은 평지가 부족하고 험준하며, 또 산호초에 의해 형성된 해양 지형이 그 특징이다.

## 기후
| 타이둥현 타이둥시의 기후                                                    | 타이둥현 타이둥시의 기후 | 타이둥현 타이둥시의 기후 | 타이둥현 타이둥시의 기후 | 타이둥현 타이둥시의 기후 | 타이둥현 타이둥시의 기후 | 타이둥현 타이둥시의 기후 | 타이둥현 타이둥시의 기후 | 타이둥현 타이둥시의 기후 | 타이둥현 타이둥시의 기후 | 타이둥현 타이둥시의 기후 | 타이둥현 타이둥시의 기후 | 타이둥현 타이둥시의 기후 | 타이둥현 타이둥시의 기후 |
| 월                                                                          | 1월                      | 2월                      | 3월                      | 4월                      | 5월                      | 6월                      | 7월                      | 8월                      | 9월                      | 10월                     | 11월                     | 12월                     | 연간                     |
| --------------------------------------------------------------------------- | ------------------------ | ------------------------ | ------------------------ | ------------------------ | ------------------------ | ------------------------ | ------------------------ | ------------------------ | ------------------------ | ------------------------ | ------------------------ | ------------------------ | ------------------------ |
| 역대 최고 기온 °C (°F)                                                      | 32.7 (90.9)              | 34.0 (93.2)              | 37.4 (99.3)              | 38.2 (100.8)             | 40.2 (104.4)             | 39.5 (103.1)             | 39.0 (102.2)             | 39.3 (102.7)             | 37.8 (100.0)             | 38.5 (101.3)             | 33.3 (91.9)              | 30.8 (87.4)              | 40.2 (104.4)             |
| 일평균 최고 기온 °C (°F)                                                    | 23.2 (73.8)              | 23.8 (74.8)              | 25.4 (77.7)              | 27.8 (82.0)              | 30.0 (86.0)              | 31.8 (89.2)              | 32.6 (90.7)              | 32.2 (90.0)              | 31.3 (88.3)              | 29.4 (84.9)              | 27.1 (80.8)              | 24.3 (75.7)              | 28.2 (82.8)              |
| 일일 평균 기온 °C (°F)                                                      | 19.7 (67.5)              | 20.2 (68.4)              | 21.8 (71.2)              | 24.1 (75.4)              | 26.4 (79.5)              | 28.3 (82.9)              | 29.1 (84.4)              | 28.8 (83.8)              | 27.7 (81.9)              | 25.8 (78.4)              | 23.6 (74.5)              | 20.8 (69.4)              | 24.7 (76.4)              |
| 일평균 최저 기온 °C (°F)                                                    | 17.1 (62.8)              | 17.5 (63.5)              | 19.0 (66.2)              | 21.3 (70.3)              | 23.7 (74.7)              | 25.5 (77.9)              | 26.2 (79.2)              | 26.1 (79.0)              | 25.0 (77.0)              | 23.2 (73.8)              | 21.1 (70.0)              | 18.3 (64.9)              | 22.0 (71.6)              |
| 역대 최저 기온 °C (°F)                                                      | 7.2 (45.0)               | 7.5 (45.5)               | 9.7 (49.5)               | 11.6 (52.9)              | 15.9 (60.6)              | 17.1 (62.8)              | 20.5 (68.9)              | 20.9 (69.6)              | 18.3 (64.9)              | 15.2 (59.4)              | 9.3 (48.7)               | 8.9 (48.0)               | 7.2 (45.0)               |
| 평균 강수량 mm (인치)                                                       | 33.1 (1.30)              | 40.7 (1.60)              | 36.5 (1.44)              | 64.8 (2.55)              | 138.3 (5.44)             | 201.9 (7.95)             | 250.2 (9.85)             | 316.4 (12.46)            | 295.6 (11.64)            | 215.0 (8.46)             | 99.3 (3.91)              | 45.8 (1.80)              | 1,737.6 (68.4)           |
| 평균 강수일수 (≥ 0.1 mm)                                                    | 8.4                      | 9.1                      | 9.3                      | 10.9                     | 14.4                     | 11.5                     | 10.1                     | 11.7                     | 12.8                     | 9.9                      | 8.6                      | 8.4                      | 125.1                    |
| 평균 상대 습도 (%)                                                          | 71.5                     | 72.9                     | 73.3                     | 75.2                     | 77.3                     | 77.3                     | 76.0                     | 76.6                     | 76.3                     | 72.6                     | 72.1                     | 70.7                     | 74.3                     |
| 평균 월간 일조시간                                                          | 93.7                     | 85.1                     | 102.1                    | 116.8                    | 148.0                    | 210.2                    | 253.2                    | 223.5                    | 173.1                    | 157.3                    | 122.2                    | 98.6                     | 1,783.8                  |
| 출처: 중화민국 교통부 중앙기상국 (평년값: 1991년~2020년, 극값: 1901년~현재) |                          |                          |                          |                          |                          |                          |                          |                          |                          |                          |                          |                          |                          |

## 행정 구역

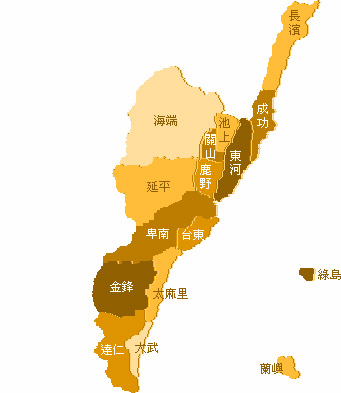
타이둥현 행정구역도

1시 2진 13향을 관할한다.
- 타이둥시(臺東市)
- 청궁진(成功鎮)
- 관산진(關山鎮)
- 베이난향(卑南鄉)
- 창빈향(長濱鄉)
- 츠상향(池上鄉)
- 다런향(達仁鄉)
- 다우향(大武鄉)
- 둥허향(東河鄉)
- 하이돤향(海端鄉)
- 진펑향(金峰鄉)
- 루예향(鹿野鄉)
- 뤼다오향(綠島鄉)
- 란위향(蘭嶼鄉)
- 타이마리향(太麻里鄉)
- 옌핑향(延平鄉)

## 인구
대만의 현 중에서는 가장 원주민의 비율이 높아, 전체의 반이 원주민이다.
| 연도 | 인구    | ±%    |
| --- | ------- | ----- |
| 1985 | 276,389 | —     |
| 1990 | 256,803 | −7.1% |
| 1995 | 254,375 | −0.9% |
| 2000 | 245,312 | −3.6% |
| 2005 | 235,957 | −3.8% |
| 2010 | 230,673 | −2.2% |
| 2015 | 222,452 | −3.6% |
| Source:“Populations by city and country in Taiwan”. Ministry of the Interior Population Census. 2017년 12월 16일에 원본 문서에서 보존된 문서. 2021년 2월 7일에 확인함. |         |       |

## 교육
- 국립 타이둥 대학

## 교통

### 철도
- 타이완 철로관리국 타이둥 선
- 타이완 철로관리국 남회선

### 공항
- 타이둥 공항

### 항만
- 타이둥 항